# Mármoles de Ascoli Satriano

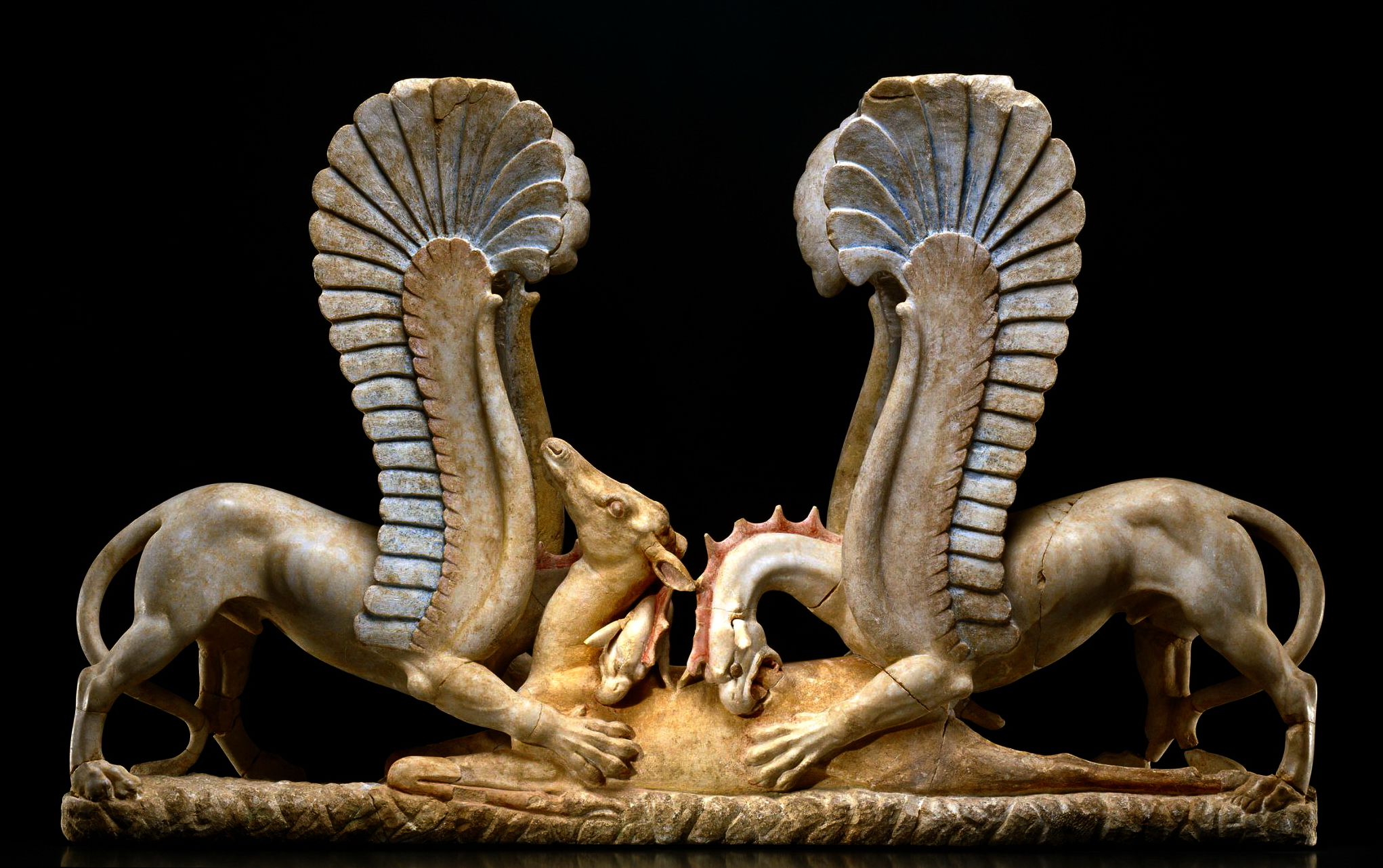
Trapezophoros.

Mármoles de Ascoli Satriano es la denominación historiográfica de los principales objetos artísticos hallados en un yacimiento arqueológico datado en el siglo IV a. C. en la localidad italiana de Ascoli Satriano, en la Daunia. Su contexto es el de una tumba de cámara de la élite principesca de los daunos.
El conjunto consta de varios objetos tallados en mármol: una crátera decorada con una corona de oro, un podanipter (bacín ritual pintado) un trapezophoros (apoyo de mesa -excepcional, que representa dos grifos devorando un ciervo-), algunas ménsulas y piezas menores. De época posterior (siglo II a. C.) es una estatua de Apolo con grifos, no asociada arqueológicamente, sino por haber sido encontrada en las cercanías.
Los objetos fueron probablemente desenterrados entre 1976 y 1977 por excavadores clandestinos locales. Se encontraron veintiún objetos de distinta naturaleza, que se pretendieron introducir en el mercado. Algunas piezas fueron incautadas por la Guardia di Finanza, mientras que las piezas más valiosas, el trapezophoros y el podanipter, fueron vendidos al mercader de arte Giacomo Medici, que las hizo llegar ilegalmente a la colección de Maurice Tempelsman, desde donde fueron adquiridas por el Paul Getty Museum, que también adquirió la estatua de Apolo. En 2007 el conjunto fue devuelto a Italia.